# Лагаска и Сегура, Мариано
Мариано Лагаска и Сегура (исп. Mariano Lagasca y Segura или исп. Mariano La Gasca, 4 октября 1776 — 23 июня 1839) — испанский ботаник.

## Биография
Мариано Лагаска и Сегура родился в Энсинакорбе 4 октября 1776 года.
Он внёс значительный вклад в ботанику, описав множество видов растений.
Мариано Лагаска и Сегура умер в Барселоне 23 июня 1839 года.

## Научная деятельность
Мариано Лагаска и Сегура специализировался на папоротниковидных, Мохообразных и на семенных растениях.

## Научные работы
- Mariano Lagasca y Segura: Amenidades naturales de las Españas… 1811—1821.
- Mariano Lagasca y Segura: Genera et species plantarum, quae aut novae sunt,… 1816.
- Mariano Lagasca y Segura: Elenchus plantarum, quae in horto regio botanico matritensi colebantur anno 1815 … 1816.
- Mariano Lagasca y Segura: Memoria sobre las platas barrilleras de España. 1817.

## Почести
Журнал Lagascalia (с 1971) и род растений Lagascea семейства Астровые были названы в его честь.